# Oleksandr Skipalsky
Oleksandr Skipalsky (né le 12 mars 1945) est un militaire et un homme politique ukrainien qui a été le chef, de 1992 à 1997, de la Direction générale du renseignement du ministère de la Défense ukrainien.
Il a été nommé lieutenant-général en 1995. Il a été élu membre de la Rada de IIe convocation : 1994 à 1998.